# Portachuelo (Madre de Dios)
Portachuelo es un localidad de Bolivia, ubicada en la región de la Amazonía. Administrativamente se encuentra en el municipio de Puerto Gonzalo Moreno de la provincia de Madre de Dios en el departamento de Pando. La localidad está a una altitud de 144 m s. n. m. (metros sobre el nivel del mar), en la margen occidental de un brazo del río Beni, 70 kilómetros antes de que el río llegue a Riberalta, donde el río Madre de Dios desemboca en el río Beni.

## Geografía
Portachuelo está ubicado en la parte boliviana de la Cuenca del Amazonas. A 2 km al noreste de la localidad se encuentra la Laguna Santa Cruz, y a 3,4 km se encuentra la Laguna Verde
La temperatura promedio de la región es de 26 °C, y fluctúa solo ligeramente entre alrededor de 25 °C de abril a agosto y casi 28 °C en diciembre. La precipitación anual es de alrededor de 1300 mm, con una estación seca pronunciada de junio a agosto con precipitaciones mensuales inferiores a 20 mm, y una estación húmeda de diciembre a enero con más de 200 mm de precipitación mensual.

## Transporte
Portachuelo Medio se ubica a 290 kilómetros en línea recta y a 507 kilómetros por carretera al este de Cobija, la capital departamental.
Desde Cobija, la carretera nacional Ruta 13 de 370 km de largo conduce hacia el este hasta El Triángulo, desde allí la Ruta 8 va hacia el norte por 69 km hasta llegar a la ciudad de Riberalta en la margen derecha del río Beni frente a la desembocadura del río Madre de Dios. Desde Riberalta, dos tramos cortos de carretera sin asfaltar y un cruce del río Beni conducen hacia el oeste por Las Piedras directamente a Puerto Gonzalo Moreno. Desde allí sale una carretera de tierra entre el río Madre de Dios y el río Beni en dirección suroeste hasta Vista Alegre, la cual sigue por 34 km al suroeste y luego una carretera secundaria en dirección sureste llega hasta Portachuelo.

## Demografía
La población de la localidad casi se cuadruplicó en la década comprendida entre los dos últimos censos:
| Año  | Habitantes | Fuente |
| ---- | ---------- | ------ |
| 1992 | -          | Censo  |
| 2001 | 121        | Censo  |
| 2012 | 440        | Censo  |

Los habitantes de Portachuelo son pertenecientes al pueblo indígena ese'ejja, y es donde se concentra una de sus mayores poblaciones.